# Днепровский район (Каменское)
Днепровский район — административный район города Каменское, расположенный на западе города. Район расположен как на правом, так и на левом берегу Днепра.

## Население

### Языковой состав
Родной язык населения по данным переписи 2001 года:
| Язык       | Численность, человек | Доля     |
| ---------- | -------------------- | -------- |
| Украинский | 54 790               | 60,38 %  |
| Русский    | 35 483               | 39,10 %  |
| другое     | 471                  | 0,52 %   |
| Итого      | 90 744               | 100,00 % |

## История
9 октября 1945 года город Днепродзержинск был разделён на три района:  Сталинский (потом Заводской), Днепровский и Баглейский. Разделение было отменено 11 августа 1948 года и восстановлено 8 мая 1952 года.

## География
В состав Днепровского района входят село Романково (расположено на правом берегу Днепра) и спальный массив Левый берег.

### Романково
На территории Днепровского района города Каменского с древнейших времён селились люди. В селе Романково, входящем в состав Днепровского района, была найдена бедренная кость неандертальца позднего мустье (культура среднего палеолита, 160—40 тыс. лет до н. э.). Уже в XVII веке упоминается Романовский курган, на котором запорожские казаки собирались на военные советы. Впоследствии здесь появилось казацкое поселение Романково.

### Левый берег
Когда Генеральный план развития Днепродзержинска 1956 году полностью себя исчерпал, перед руководством города встал вопрос разработки нового плана развития города до 2000 года. Был утверждён вариант левобережной застройки города (1971), создан трест «Днепродзержинскгорстрой» (1974), построен Домостроительный комбинат. 28 декабря 1972 года (накануне 50-летия основания СССР) был заложен фундамент жилого дома  на 9-м микрорайоне (ныне это проспект 50-летия СССР), в фундамент которого была вложена металлическая табличка: «Первый дом в левобережной части Днепродзержинска заложен в ознаменование 50-летия образования Союза Советских Социалистических Республик». . Первая на левобережье СШ №40 была открыта в 1975 году.

## Предприятия
В Днепровском районе расположена плотина Среднеднепровской ГЭС.